# Faissal Ebnoutalib
Faissal Ebnoutalib (Nador, 20 de novembro de 1970) é um taekwondista alemão.
Faissal Ebnoutalib competiu nos Jogos Olímpicos de 2000, na qual conquistou a medalha de prata.